# Комидия о блудном сыне
«Комидия о блудном сыне» — пьеса русского писателя Симеона Полоцкого, написанная до 1678 года. Вошла в авторский рукописный сборник «Рифмологион», впервые была опубликована после смерти Симеона, в издании, датированном 1685 годом (многие исследователи считают его мистификацией, относящейся к середине XVIII века).

## Содержание и композиция
Основой пьесы стала евангельская притча о блудном сыне, причём драматург воспроизводит сюжет близко к оригиналу. Место действия не локализовано, герои не имеют имён. Молодой человек из богатой семьи решает отправиться за границу, обещая отцу искать там славы, но очень скоро пускается в разгульную жизнь, тратит все деньги и оказывается в бедственном положении. Он возвращается домой, где отец встречает его с распростёртыми объятиями. Пьеса включает пролог, шесть «частей» (действий) и эпилог, причём каждая «часть», согласно ремаркам, должна заканчиваться пением хора и интермедией. Текст интермедий не сохранился (возможно, они не были написаны).
Исследователи отмечают, что, разрабатывая классический сюжет, драматург привносит в него новый мотив, актуальный для своей эпохи, — излишний (по его мнению) интерес молодёжи к новым западным веяниям. Определённую ответственность за происходящий в пьесе драматичные события Симеон Полоцкий возлагает не только на «блудного сына», но и на его отца, который не проявил должного внимания к своему чаду, не рассказал ему о возможных опасностях.
Слово «комидия» («комедия») в названии употреблено не как жанровое определение, а в значении, общепринятом в России XVII века, — «история», «действие».

## Публикация и восприятие
Точная дата написания пьесы неизвестна. В 1678 году Симеон включил «Комидию» вместе с «Трагедией о Навходоносоре» в рукописный сборник своих произведений «Рифмологион» и уточнил в предисловии, что эта книга «есть списанна // не во едино лето начертанна». У разных исследователей есть гипотезы в пользу 1660-х годов, периода между 1673 и 1678 годами.
Пьеса была написана для представления в частном доме. Сохранились несколько рукописных копий текста с подписями разных московских вельмож; отсюда учёные делают вывод, что «Комидию» читали в придворных кругах. Она могла оказаться более популярной, чем другие произведения Симеона, так как написана на «славяно-русском» языке, довольно доступном для публики.
При жизни автора «Комидия» не издавалась. Сохранилось первое отдельное издание пьесы под названием «История и действие евангельския притчи о блуднем сыне бываемое лето от рождества Христова 1685». Оно снабжено массой иллюстраций в виде гравюр, которые, правда, не соответствуют ни концу XVII века, ни рисункам в «Рифмологионе». Большинство историков русской гравированной книги полагает, что эта книга — мистификация, созданная в середине XVIII века. В 1795 году она была переиздана под названием «Сколок с комедии из притчи о блудном сыне, преж сего печатанной в 1685 году».